# Cornel Palade
Cornel Palade (n. 19 decembrie 1952, Moinești) este un actor român. Formează de peste 30 de ani un cuplu umoristic cu Romică Țociu. Începând cu anii '90, au avut mai multe turnee: la Teatrul de revistă „Constantin Tănase”, pe litoral (în fiecare vară), în țară, în străinătate etc.

## Emisiuni de divertisment
- TeleEuroBingo Show (1998-2000) - emisiune TV de divertisment, cu premii;

## Filmografie
- Pitici de vară (2005) - serial TV de comedie (difuzat pe Național TV);
- Cu inima îndoită (2006);
- Meseriașii (2006) - serial TV;
- Poveste de cartier (2008)
- Marilena (2008)
- O secundă de viață (2009).